# Eulogio Martínez
Eulogio Martínez Ramiro (Asunción, 1935. június 11. – Barcelona, 1984. szeptember 30.) paraguayi születésű, spanyol válogatott labdarúgó.
A spanyol válogatott tagjaként részt vett az 1962-es világbajnokságon.

## Sikerei, díjai
Club Libertad
- Paraguayi bajnok (1): 1955

Barcelona
- Vásárvárosok kupája (2): 1955–58, 1958–60
- Spanyol bajnok (2): 1958–59, 1959–60
- Spanyol kupa (2): 1956–57, 1958–59

Atlético Madrid
- Spanyol kupa (1): 1964–65